# 몬테모로
몬테모로(독일어: Monte Moro)는 스위스 - 이탈리아 국경에 위치한 페나인 알프스의 산이다. 몬테모로 고개의 서쪽에 있다.